# Niconar
Niconar, pseudoniem van Nick Dercon (Heist-op-den-Berg, 18 november 1984), is een Belgisch cartoonist en webcomicartiest. 
Niconars strips en cartoons zijn doorgaans vrij absurd en vaak semi-biografisch.
Niconar begon in 2007 met de webcomic Goxorland. In 2011 hield hij die voor bekeken en startte hij met Niconars Inferno, zijn huidige webcomic. Van juni 2012 tot april 2015 publiceerde Niconar wekelijks in P-Magazine. Niconar tekende ook een tijd lang voor gamesmagazine CHIEF. In oktober 2013 verscheen zijn eerste compilatiealbum, De Hel van Niconar, gevolgd door Niconar 2: Eeuwig Schreeuwen in 2015.
Hij studeerde journalistiek aan de Katholieke Hogeschool Mechelen (nu Hogeschool Thomas More Mechelen). Zijn tekenvaardigheden zijn volledig zelf aangeleerd.

## Uitgaven
- De Hel van Niconar (Uitgeverij Syndikaat)
- Niconar 2: Eeuwig Schreeuwen (Uitgeverij Syndikaat)